# صندوق بيتزا
صندوق بيتزا أو علبة بيتزا هو عبارة عن صندوق قابل للطي مصنوع من الورق المقوى توضع فيه البيتزا الساخنة للوجبات الجاهزة. كما تُسهل صناديق البيتزا من عملية التوصيل إلى المنازل والوجبات الجاهزة إلى حدٍ كبير. يجب أن يمتاز صندوق البيتزا بمقاومة عالية، ورخصه، وقابليته للتكديس، وعزله للحرارة بغية تنظيم الرطوبة ولكي يكون ملائماً لنقل الطعام. بالإضافة إلى ذلك، فينبغي أن يُوفر مساحة للإعلان عن الجهة المعدة له. تختلف صناديق البيتزا عن تلك الخاصة بالبيتزا المجمدة. التي تحتوي على المنتج المجمد في رقائق بلاستيكية مختومة بالحرارة كما هو الحال مع غيرها من الأطعمة المجمدة.